# Michael Herck
Michael Herck (născut la data de 4 august 1988, în București) este un pilot de curse român. Michael a fost adoptat de belgianul André Herck.

## Cariera în Motor Sport
| Sezon | Competiție | Echipa             | Puncte | Loc clasament general |
| ----- | ---------- | ------------------ | ------ | --------------------- |
| 2008  | GP2 Series | David Price Racing | 0      | -                     |
| 2009  | GP2 Series | David Price Racing | 0      | -                     |
| 2010  | GP2 Series | DPR                | 12     | 16                    |
| 2011  | GP2 Series | Scuderia Coloni    | 1      | 21                    |